# Centro per l'arte contemporanea Luigi Pecci

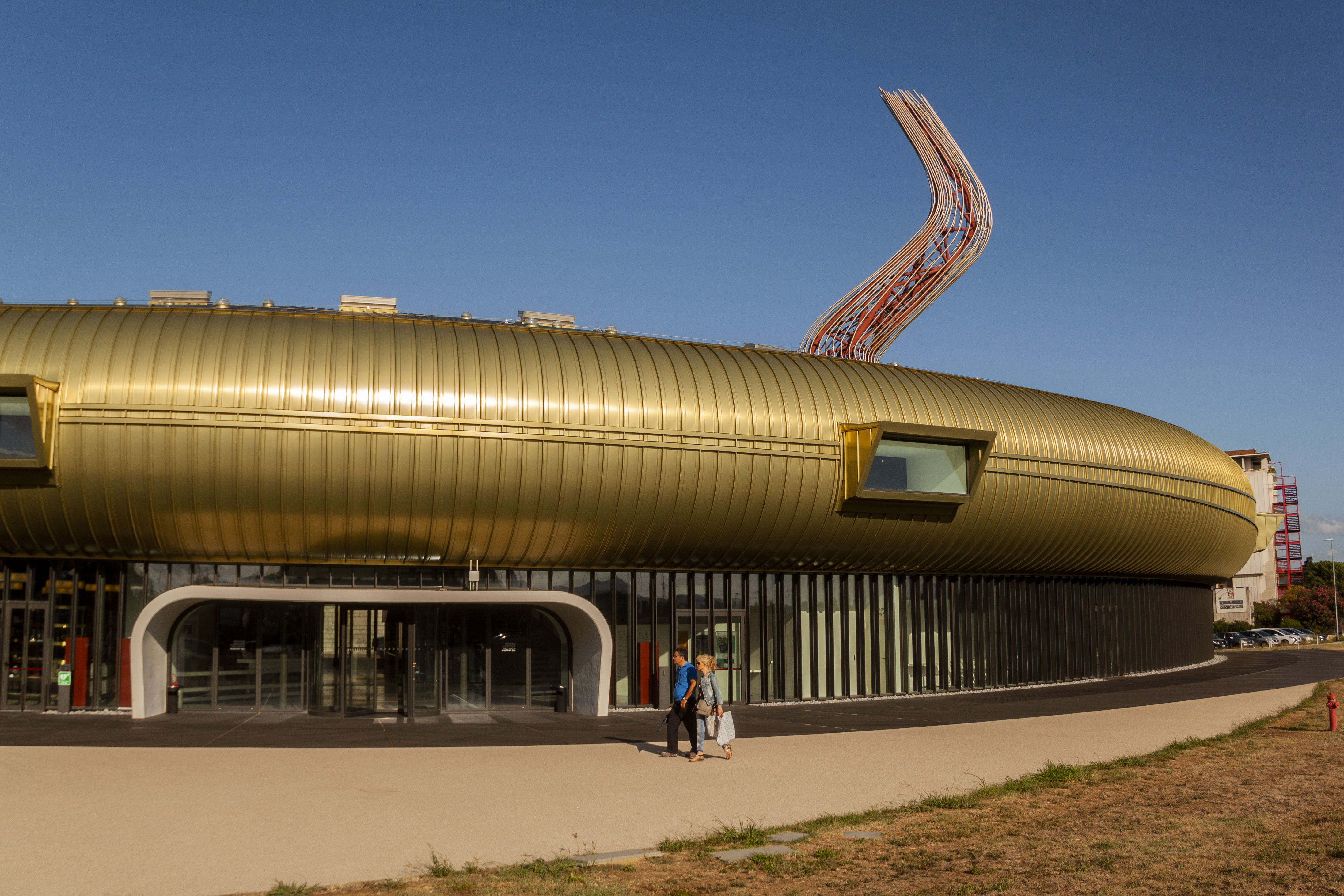
Le nouveau bâtiment

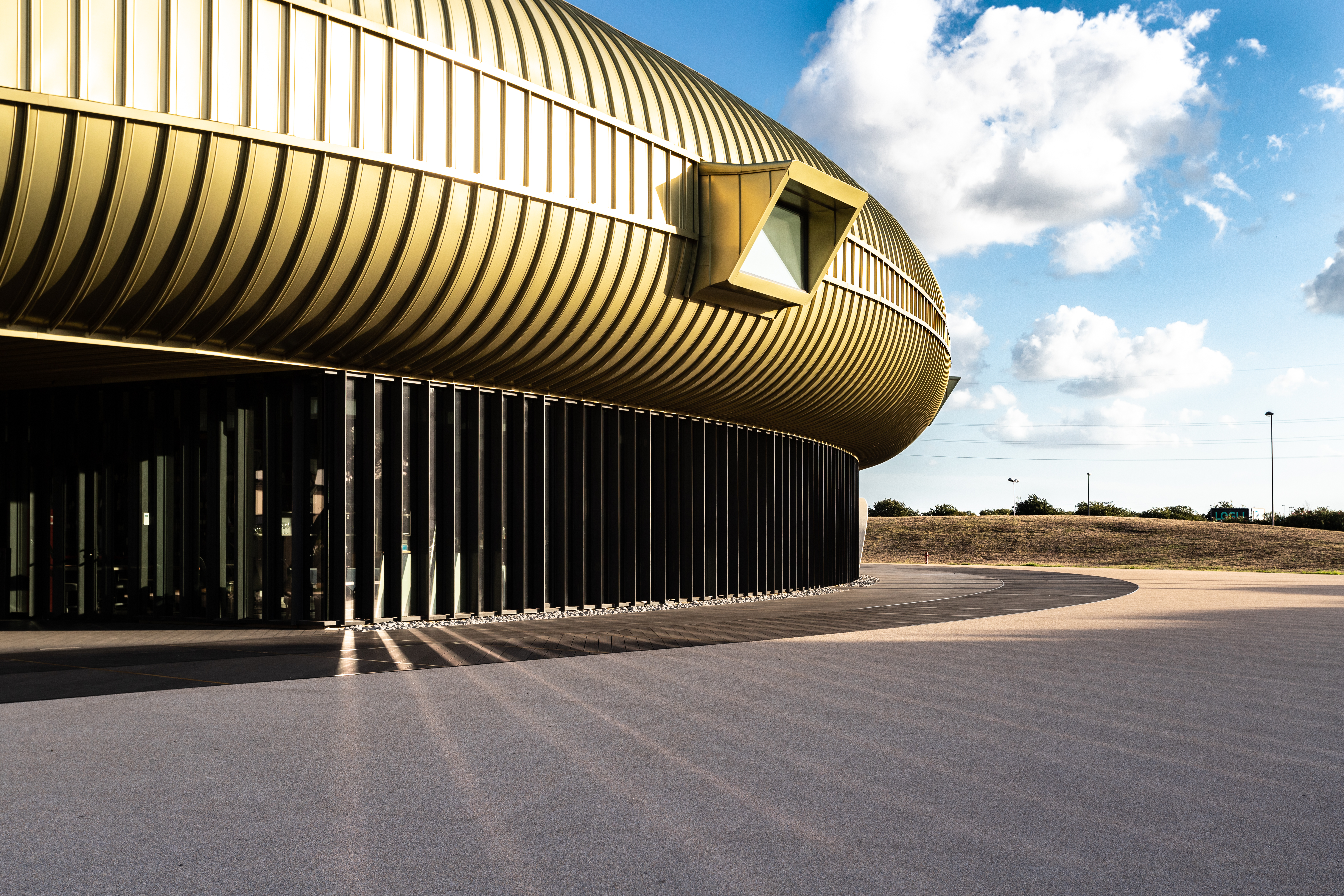
Le nouveau bâtiment

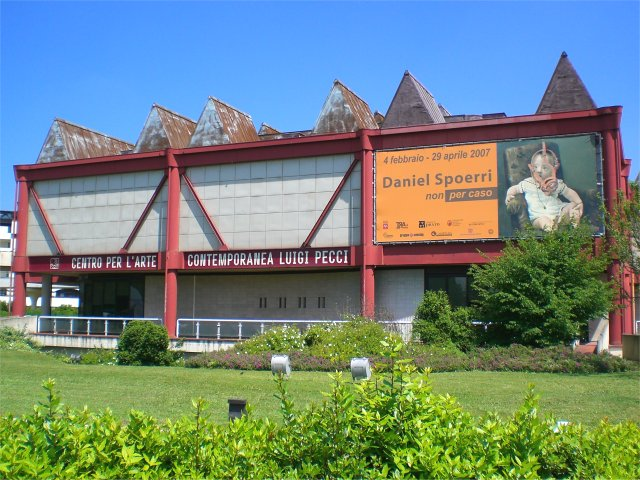
L'entrée de l'ancien bâtiment

Le Centro per l'arte contemporanea Luigi Pecci ( Centre pour l'art contemporain Luigi-Pecci) de Prato près de Florence est le plus important musée d'art contemporain en Toscane et un centre majeur de cet art en Italie et en Europe. Il est situé Viale della Repubblica 277, proche de la sortie « Prato est » de l'autoroute A11.

## Histoire
L'idée de sa fondation revient à l'industriel Enrico Pecci après la mort prématurée de son fils Luigi. Le musée en mémoire de ce dernier a été construit, sur les plans de l'architecte florentin Italo Gamberini (auteur également de la galerie Farsetti Art, tout près du musée) de 1985 à 1988 et inauguré la même année, le 25 juin, avec l'exposition Europa oggi.
Agencé autour d'une cour centrale avec un amphithéâtre de plein air qui peut accueillir 800 personnes, et qui est utilisé pour des concerts, des spectacles et autres événements durant la période estivale, le bâtiment principal a été conçu en forme de U ; il constitue le nœud d'un complexe composé du Musée d'art contemporain, du Centre d'information et de documentation/Arts visuels (CID/Arti visive), des salles consacrées à l'art graphique et des bureaux. L'espace extérieur est constitué d'un jardin où sont exposées de grandes sculptures issues de la collection du musée, de chemins pour les piétons et les voitures et d'un vaste parc de stationnement.
Le Musée se développe sur trous niveaux : au sous-sol se trouvent les réserves, au rez-de-chaussée la réception, une salle de conférences, les laboratoires du département éducation, un bar-restaurant et un auditorium. Le cœur du Centre est le , où se trouvent un tunnel pour l'accès au CID/Arti visive, la librairie, la billetterie et dix salles d'exposition.
Les collections du musée, celles exposées en plein air comme celles des salles intérieures, évoluent sans cesse avec l'acquisition périodique d'œuvres d'artistes contemporains, souvent consécutive à une exposition temporaire organisée sur place.

## Artistes représentés
- Vito Acconci
- Stefani Arienti
- Marco Bagnoli
- Massimo Bartolini (en)
- Richard Baquié
- Bizhan Bassiri
- Alighiero Boetti
- Eberhard Bosslet
- Paolo Canevari (en)
- Antonio Catelani
- Loris Cecchini
- Vittorio Corsini
- Enzo Cucchi
- Daniela De Lorenzo
- Diego Esposito
- Jan Fabre
- Sylvie Fleury
- Isabella Gherardi
- Piero Gilardi
- Carlo Guaita
- Craigie Horsfield
- Albert Hien
- Takashi Homma
- Shirazeh Houshiary
- Franco Ionda
- Ilya Kabakov
- Anish Kapoor
- Massimo Kaufmann
- Olga Kisseleva
- Willi Kopf
- Svetlana Kopystiansky (en)
- Jannis Kounellis
- Ketty La Rocca
- Sol LeWitt
- Renato Mambor (en)
- Mario Merz
- Vittorio Messina (it)
- Liliana Moro
- Maria Mulas (it)
- Ugo Mulas
- Bruno Munari
- Vik Muniz
- Julian Opie
- Mimmo Paladino
- Giulio Paolini
- Michelangelo Pistoletto
- Anne et Patrick Poirier
- Pedro Cabrita Reis
- Bernhard Rüdiger
- Remo Salvadori
- Julian Schnabel
- Raghubir Singh
- Mauro Staccioli
- Marco Tirelli
- Sandra Tomboloni
- Luigi Veronesi
- Erwin Wurm
- Kenji Yanobe
- Gilberto Zorio
- Constantin Zvezdotchotov (ru)

## Sources
- (it) Cet article est partiellement ou en totalité issu de l’article de Wikipédia en italien intitulé « Centro per l'arte contemporanea Luigi Pecci » (voir la liste des auteurs).